# Altolamprologus compressiceps
Espèce
Statut de conservation UICN

 LC  : Préoccupation mineure
Altolamprologus compressiceps est une espèce poisson appartenant à la famille des Cichlidae. Elle est endémique du lac Tanganyika en Afrique.